# ديبكلو (تشاراويماق)
ديبكلو (بالفارسية: دیبکلو) هي منطقة سكنية تقع في قسم تشاراويماق الجنوبي الغربي الريفي في إيران. يقدر عدد سكانها بـ 35 نسمة .